# Yosuke Nakata
Yosuke Nakata (født 15. september 1981) er en tidligere japansk fodboldspiller.
Han har spillet for flere forskellige klubber i sin karriere, herunder Vegalta Sendai og Yokohama FC.